# Spott House

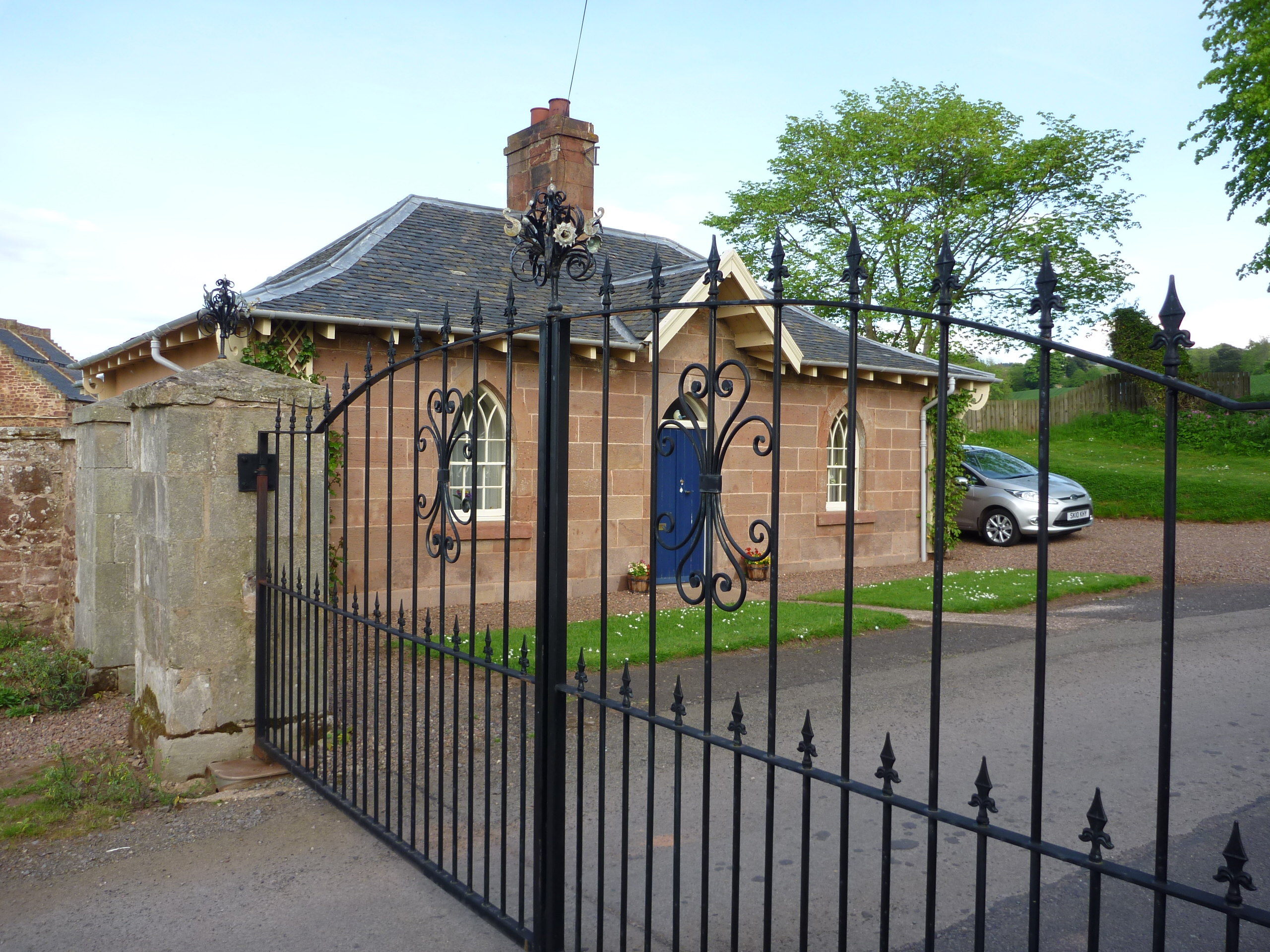
Pforte von Spott House

Spott House ist ein Herrenhaus in dem schottischen Weiler Spott in der Council Area East Lothian. 1971 wurde das Bauwerk in die schottischen Denkmallisten in der Kategorie B aufgenommen. Weitere Außengebäude sind in den Kategorien B und C verzeichnet. Hervorzuheben ist der Taubenhaus, das als Denkmal der höchsten Denkmalkategorie A klassifiziert ist.

## Geschichte
Die Geschichte von Spott geht auf Elias de Spot zurück, welcher die Ländereien nach einem Treueeid an Eduard I. im Jahre 1296 erhielt. In der Vergangenheit befand sich eine Motte am Standort, deren Erdhügel jedoch nicht bis heute erhalten ist. Später entstand dort ein Tower House, das möglicherweise von König Jakob I. besucht wurde. Nach traditioneller Überlieferung nächtigte der Anführer der Covenanter David Leslie vor der Schlacht von Dunbar in dem Tower House. In der folgenden Nacht bot es dann dem siegreichen Oliver Cromwell Quartier. Im Jahre 1705 wurden in Spott House Hexenprozesse abgehalten und verurteilte Hexen dort verbrannt.
Das heutige Herrenhaus entstand in den 1830er Jahren. Für den Entwurf zeichnet der schottische Architekt William Burn verantwortlich. Hierbei wurden Fragmente des älteren Tower House in das Herrenhaus integriert. Nachdem sich das Anwesen über Jahrhunderte im Besitz des Clan Hays (siehe auch Yester House) befunden hatte, wurde es 1947 an James Hope veräußert. Seitdem wechselte es noch mehrere Male den Eigentümer. In den 2010er Jahren wurde das rund 1000 Hektar umfassende Anwesen mit 16 Gebäuden zum Preis von 25 Millionen Pfund zum Verkauf angeboten. Nachdem sich zunächst kein Käufer gefunden hatte, wurde es aufgeteilt und die Landstücke einzeln verkauft.

## Beschreibung
Das Herrenhaus liegt isoliert innerhalb eines weitläufigen Grundstücks südöstlich des Weilers Spott. Das zwei- bis dreistöckige Herrenhaus wurde von William Burn im Scottish-Baronial-Stil gestaltet, wobei Parallelen zu seinen Arbeiten an Tyninghame House deutlich sind. Das Mauerwerk besteht aus rötlichem Sandstein, wobei Gebäudeöffnungen grau abgesetzt sind. Drei als Stufengiebeln gearbeitete Giebelflächen dominieren die asymmetrische, westexponierte Frontseite. Das Eingangsportal ist im jakobinischen Stil gestaltet. Zwei Türme mit Kegeldächern ragen auf, von denen einer links des Eingangsportals auskragt. Die Dächer des Herrenhauses sind mit grauem Schiefer eingedeckt.

## Taubenhaus

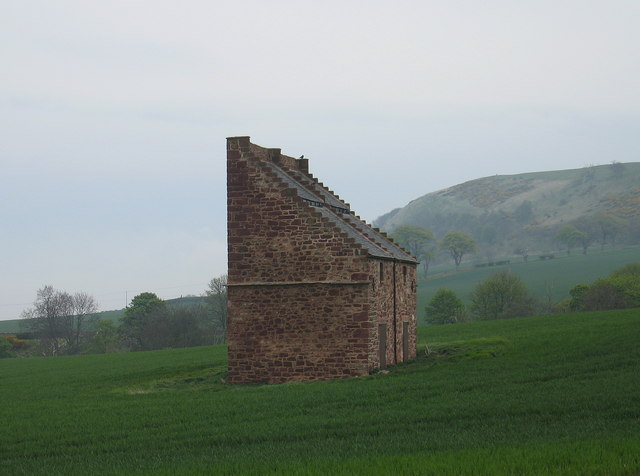
Taubenhaus von Spott House

Das zugehörige Taubenhaus liegt isoliert 600 m nordwestlich des Herrenhauses. Es stammt aus dem 18. Jahrhundert und ähnelt in seiner Gestaltung dem Taubenhaus von Bowerhouse. Es weist einen rechteckigen Grundriss von 8,9 m × 5,7 m auf. Seine Rückseite ist 8,5 m hoch, während es an der Frontseite eine Traufhöhe von 4,3 m aufweist. Das Mauerwerk besteht aus rotem Sandstein und war einst mit Harl verputzt. Es läuft ein Gurtgesims um, das nur an der Frontseite unterbrochen ist, an der je zwei Türen und Fenster symmetrisch angeordnet sind. Das abschließende schiefergedeckte Dach ist gestuft eingefasst. Insgesamt führen 24 Einfluglöcher ins Innere, wo 1422 Nistkästen eingerichtet sind.